# I giorni
I Giorni è un album musicale pubblicato nel 2001 dal pianista italiano Ludovico Einaudi.

## Tracce
1. Melodia africana I – 2:17
2. I due fiumi – 4:21
3. In un'altra vita – 5:20
4. Melodia africana II – 2:07
5. Stella del mattino – 2:13
6. I giorni – 5:59
7. Samba – 4:14
8. Melodia africana III – 4:19
9. La nascita delle cose segrete – 4:23
10. Quel che resta – 4:22
11. Inizio – 3:27
12. Limbo – 4:28
13. Bella notte – 5:14
14. Canzone africana IV – 7:32

Durata totale: 60:16